# Landwehr (Zeltingen-Rachtig)

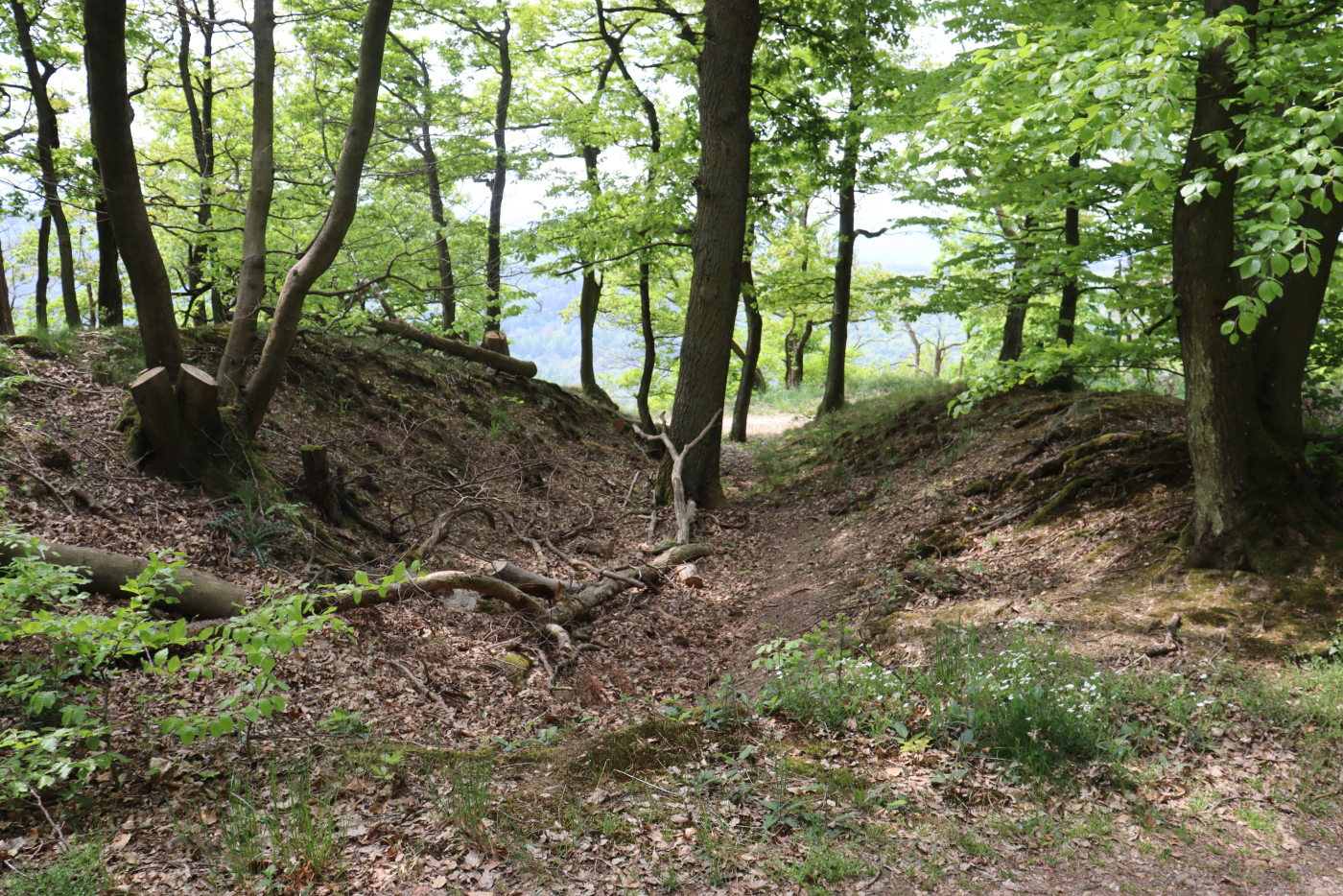
Landwehr Zeltingen am hangseitigen Auslauf Richtung Wehlen

Die Landwehr bei Zeltingen-Rachtig ist eine Landwehr, die auf voller Breite den Höhenrücken des Moselbogens zwischen Bernkastel-Kues und Traben-Trarbach bei den Orten Lösnich und Wehlen auf einer Gesamtlänge von etwa 800 m durchzieht. Sie verläuft in nordsüdlicher Richtung von der Quelle (Hubertusquelle) des Lösnicher Böngertsbachs in Richtung Wehlen und wird heute im mittleren Teilbereich durch die neue B 50 gekreuzt.

## Geschichte
Schriftliche Belege zum Bau dieses Lineargrabens mit beidseitigem Wall liegen nicht vor. Er unterbrach eine keltische und später wichtige römische Fernstraße, die von Wederath im Hunsrück, dem ehemaligen römischen Belginum über Longkamp und den Graacher Höhen zwischen Zeltingen-Rachtig und Erden über eine Moselfurt Richtung Wittlich verlief. Von hier führte die Römerstraße über Mayen Richtung Andernach und Koblenz. Belginum bildete einen Verkehrsknotenpunkt der Römerstraße auf dem Hunsrück von Trier an der Mosel nach Bingen und Boppard an den Rhein. Bis heute bildete diese Route eine nicht unbedeutende Verkehrsverbindung, die als relativ geradlinige Strecke zum Bau der neuen B 50 mit Hochmoselübergang genutzt wurde. In naher Entfernung befand sich am Ortsausgang Zeltingen in Richtung Wehlen in den Weinbergshängen die mittelalterliche Zeltinger Burg. Sie könnte in einem Zusammenhang mit dem Bau der Landwehr stehen. Hierbei ist eine territoriale Besonderheit von Zeltingen-Rachtig und Lösnich von Bedeutung. Zeltingen war eine kurkölnische Enklave im überwiegend kurtrierischem Hoheitsgebiet im hiesigen Moselraum und Lösnich eine eigene Herrschaft im Besitz des Kölner Kurfürsten. Diese Situation führte im 12. Jahrhundert zu Auseinandersetzungen zwischen dem Kaiser und dem Kurfürsten von Köln, der seine von Köln abgelegenen Gebiete zu befestigen und abzusichern versuchte. So kam es 1187 an der Mosel sogar zu einem Heereszug des Kurfürsten gegen den Kaiser.
Die auffällige Grabenanlage mitten im Waldgebiet wurde erst im Frühjahr 2022 als vermutlicher Landwehrgraben mittels einer LIDAR-Scan Aufnahme der Region identifiziert. Eine abschließende Einordnung und Bewertung kann nur eine Untersuchung durch die Landesarchäologie erbringen.

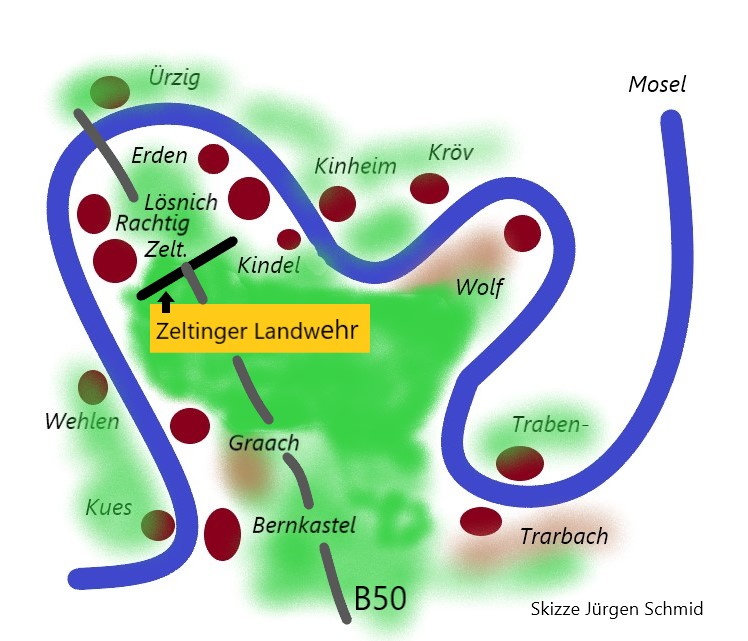
Ortslage der Zeltinger Landwehr auf dem Höhenrücken des Moselbogens
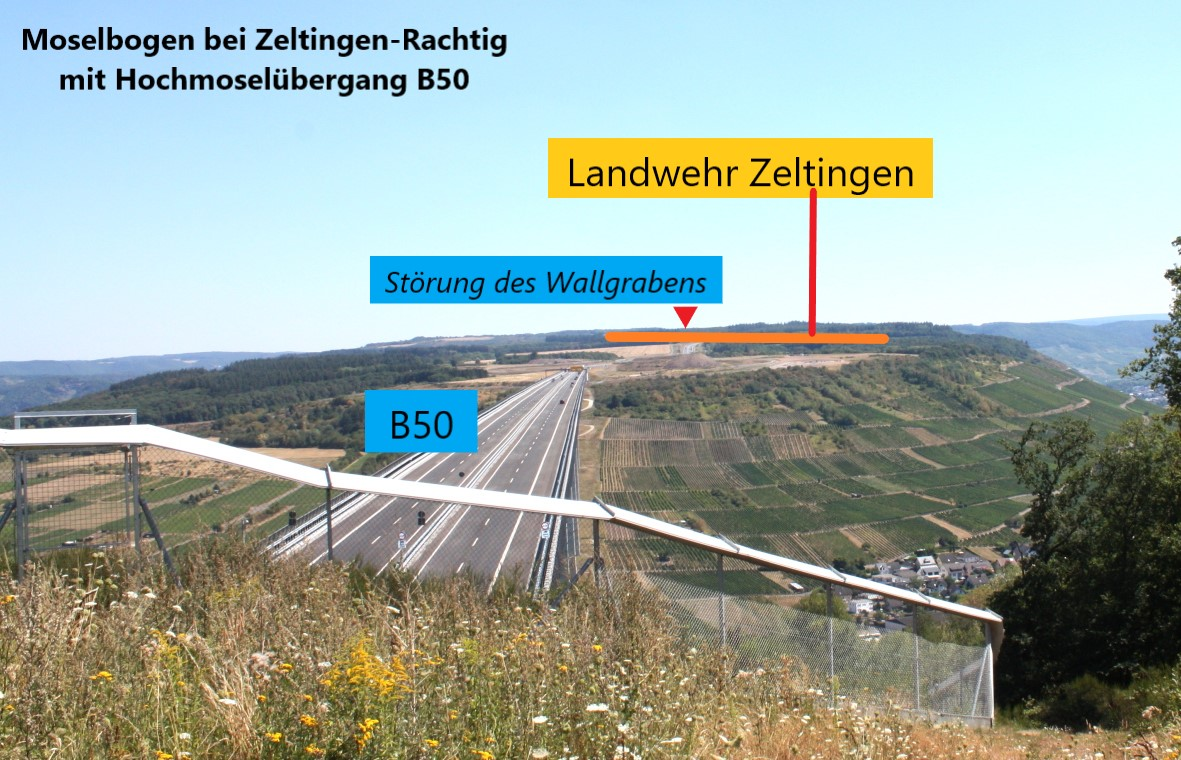
Landwehr Zeltingen-Rachtig mit Unterbrechung des Wallgrabens durch den Neubau der B50
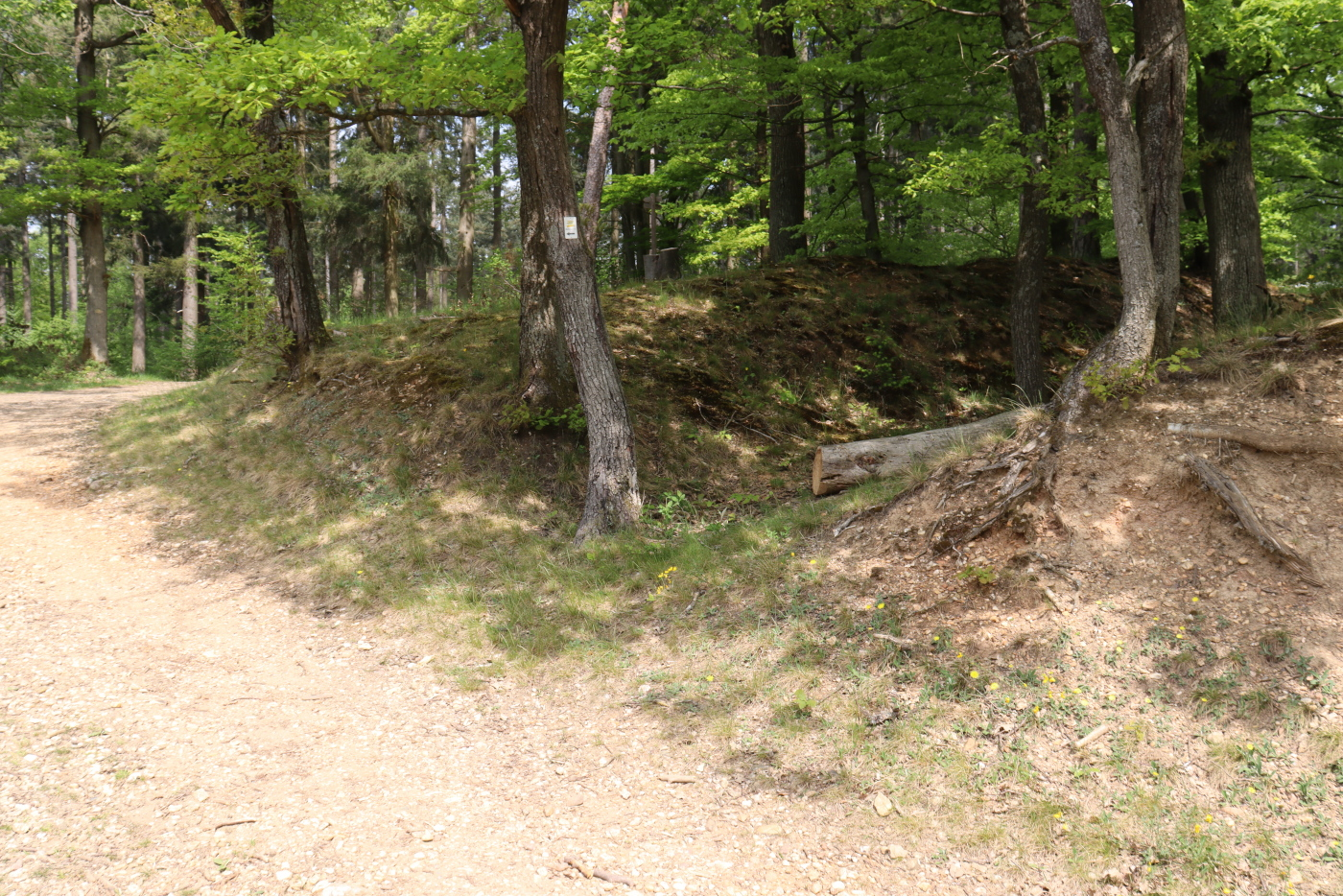
Auslauf der Landwehr Zeltingen am Moselhang Richtung Wehlen
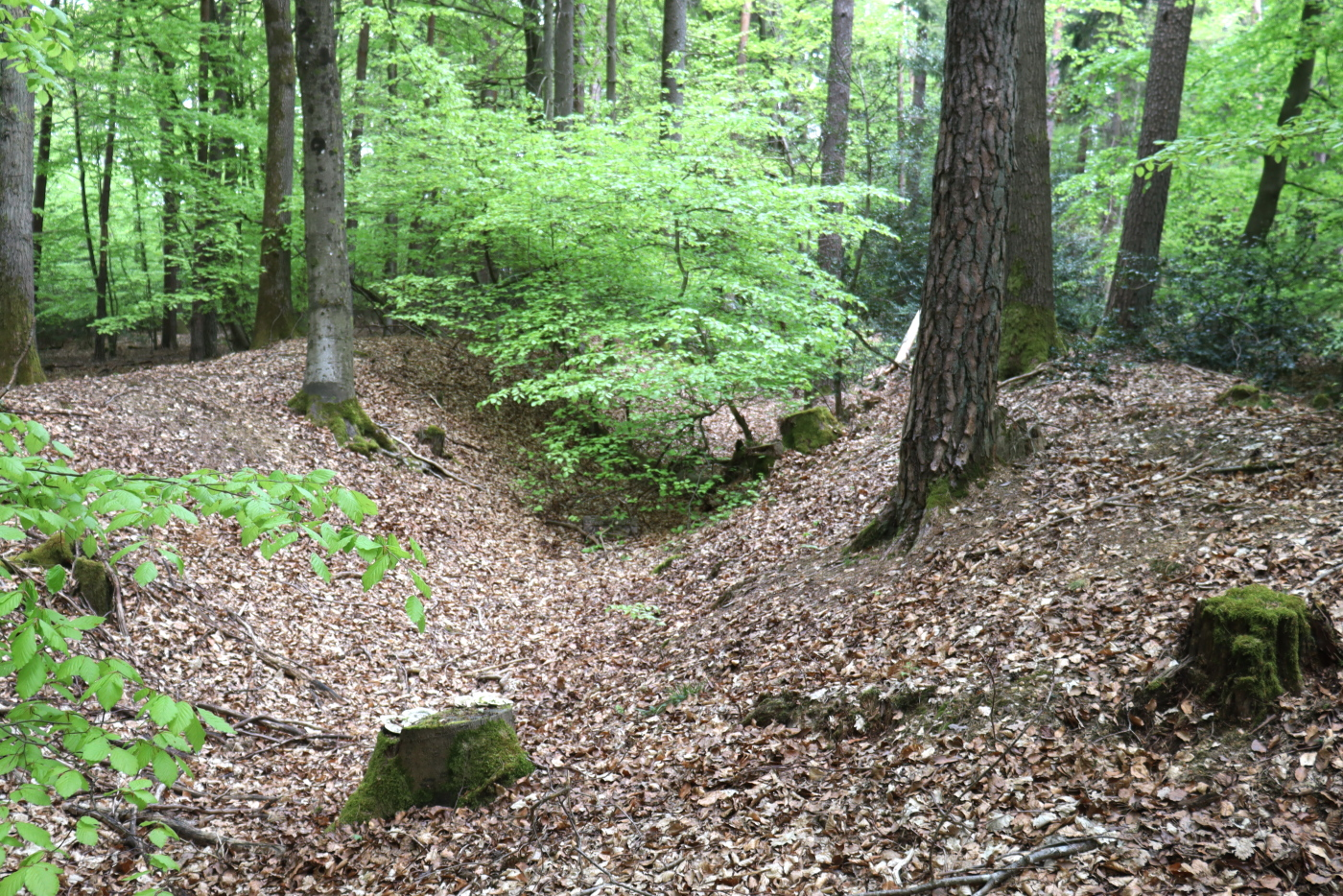
Landwehr Zeltingen zwischen B50 und Moselseite Wehlen
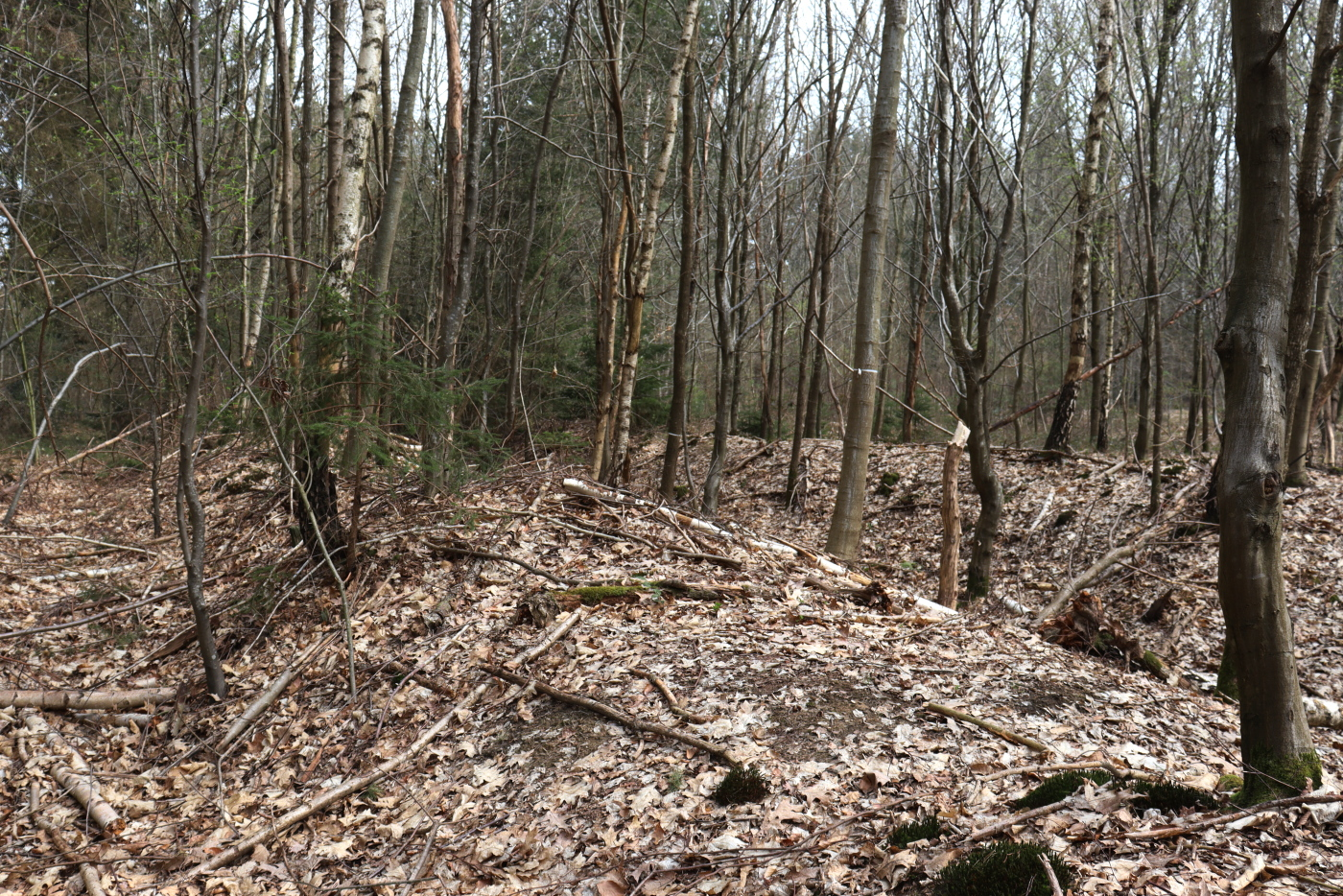
Landwehr Zeltingen zwischen B50 und Quellbereich der Böngertsbach Richtung Lösnich